# Ville Jalasto
Ville Jalasto (Espoo, 19 april 1986) is een Fins voetballer die uitkomt voor de Finse club HJK Helsinki. Hij speelt als verdediger. Met de Noorse club Aalesunds FK won hij twee keer de Noorse beker. Hij begon zijn profloopbaan bij FC Honka.

## Interlandcarrière
Onder leiding van de Schotse bondscoach Stuart Baxter maakte Jalasto zijn interlanddebuut voor Finland op 29 mei 2010 in de vriendschappelijke wedstrijd tegen Polen (0-0) in Kielce, net als Kalle Parviainen (FC Haka).

## Erelijst
Aalesunds FK
- Beker van Noorwegen

2009, 2011
 HJK Helsinki
- Fins landskampioen

2017